# Державний лад Багамських Островів
Багамські Острови — незалежна держава, парламентська демократія, член Співдружності націй та Королівство Співдружності.

## Виконавча влада

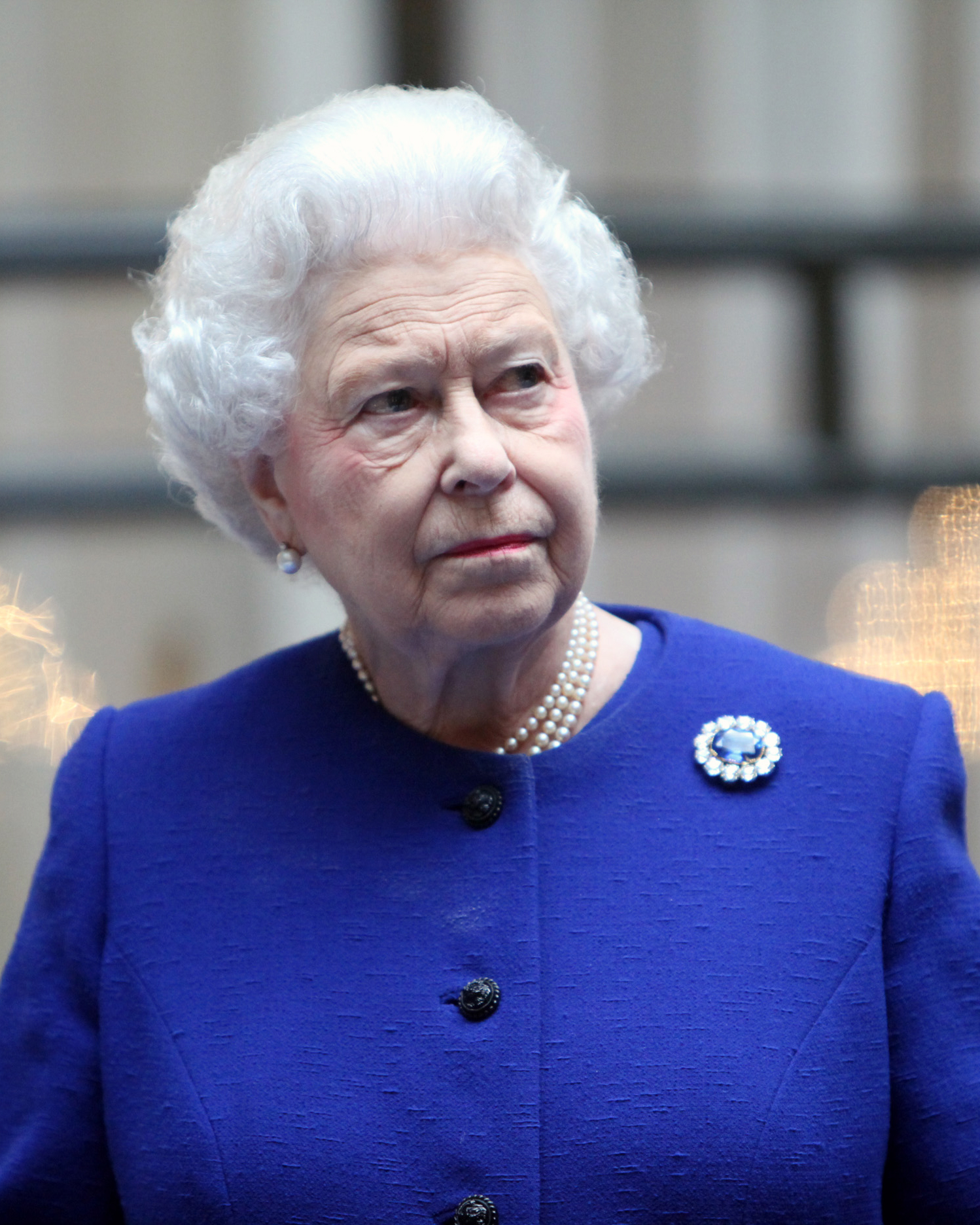
Єлизавета II

Глава держави — король Великої Британії, якого представляє призначений ним генерал-губернатор. 
Генерал-губернатор може використовувати майже будь-яку владу («reserve power»), яку має монарх. Генерал-губернатором зазвичай стає особа з бездоганним послужним списком: політик, суддя або військовий; іноді це постаті з області спорту, науки, культури, священнослужителі або філантропи.
Виконавча влада належить уряду — кабінету міністрів. На чолі його стоїть Прем'єр-міністр. На цю посаду зазвичай призначається після виборів лідера партії або коаліції.
Виконавча влада здійснюється урядом на чолі з прем'єр-міністром, якого призначає генерал-губернатор і за рекомендацією прем'єр-міністра — міністрів. Уряд підзвітний парламенту.

## Законодавча влада
Законодавча влада належить двопалатному парламенту.